# زلزال إنديانا 2010
زلزال إنديانا 2010 هو زلزالٌ وقعَ في إنديانا في الولايات المتحدة بتاريخ 30 ديسمبر 2010. وبلغت شدتهُ 3.8 على مقياس ريختر.